# Nguyễn Diệu Hoa
Dans ce nom vietnamien, le nom de famille, Nguyễn, précède le nom personnel.
Nguyễn Diệu Hoa, née à Hanoï en 1969, est la première Miss Vietnam, élue en 1990. Elle parle couramment le coréen, l'anglais et le vietnamien,.